# Zipper Interactive
Zipper Interactive foi uma desenvolvedora de jogos eletrônicos localizada em Redmond, Washington. Foi fundada em 1995 por Jim Bosler e Brian Soderberg, sendo liderada por David Sears durante 1999 até 2006. Foi responsável por criar a popular série de jogos SOCOM. Em 24 de janeiro de 2006, a Sony Interactive Entertainment anunciou que tinha adquirido a Zipper para adicioná-la ao seu grupo SIE Worldwide Studios. Em março de 2012, a Sony anuncia o fechamento da desenvolvedora, após vários incidentes como demissões e corte de gastos. As franquias até então produzidas pela Zipper, como SOCOM, MAG e UNIT 13, segundo a Sony, não seriam abandonadas.